# Buffile Hyacinthe Toussaint de Brancas
Buffile Hyacinthe Toussaint de Brancas, greve de Céreste, född 1697 och död 1754, var en fransk diplomat.
de Brancas blev sedan Frankrike i 4 år endast varit företrätt i Sverige av en underordnad agent, 1725 fransk minister i Stockholm. I närmaste samförstånd med Storbritanniens sändebud Poyntz, som var den mer betydligare av de båda, verkade Brancas för Sveriges anslutning till den Hannoverska alliansen. Efter lyckligt förrättat värv återkallades de Brancas och ersattes med Charles Louis de Biaudos de Casteja. de Brancas var senare fransk delegerad vid kongressen i Soissons 1728, men användes därefter inte vidare i fransk diplomatisk tjänst.